# Salterio de Ramsey

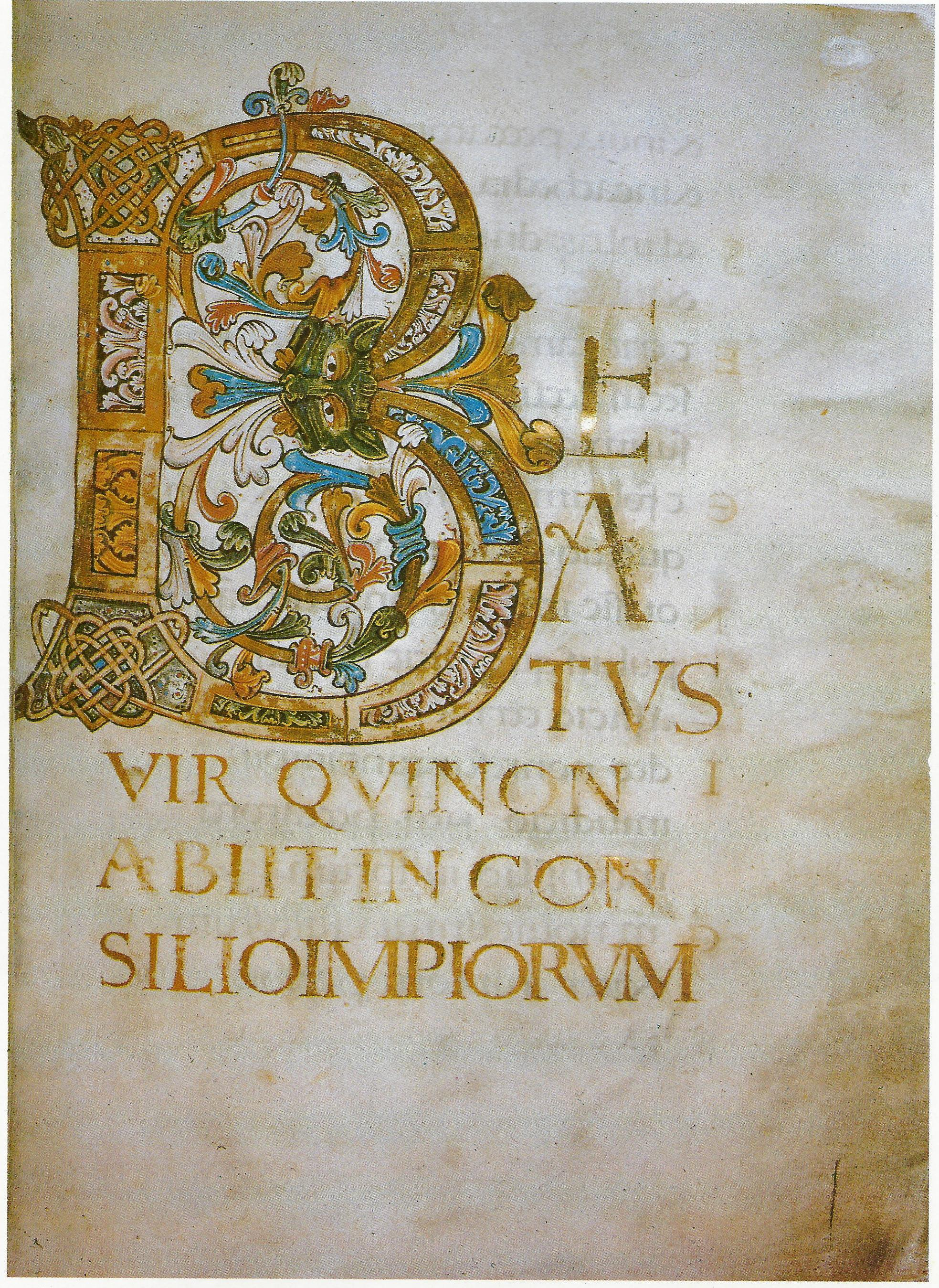
Inicial de Beato, f.4, comienzo del Salmo 1

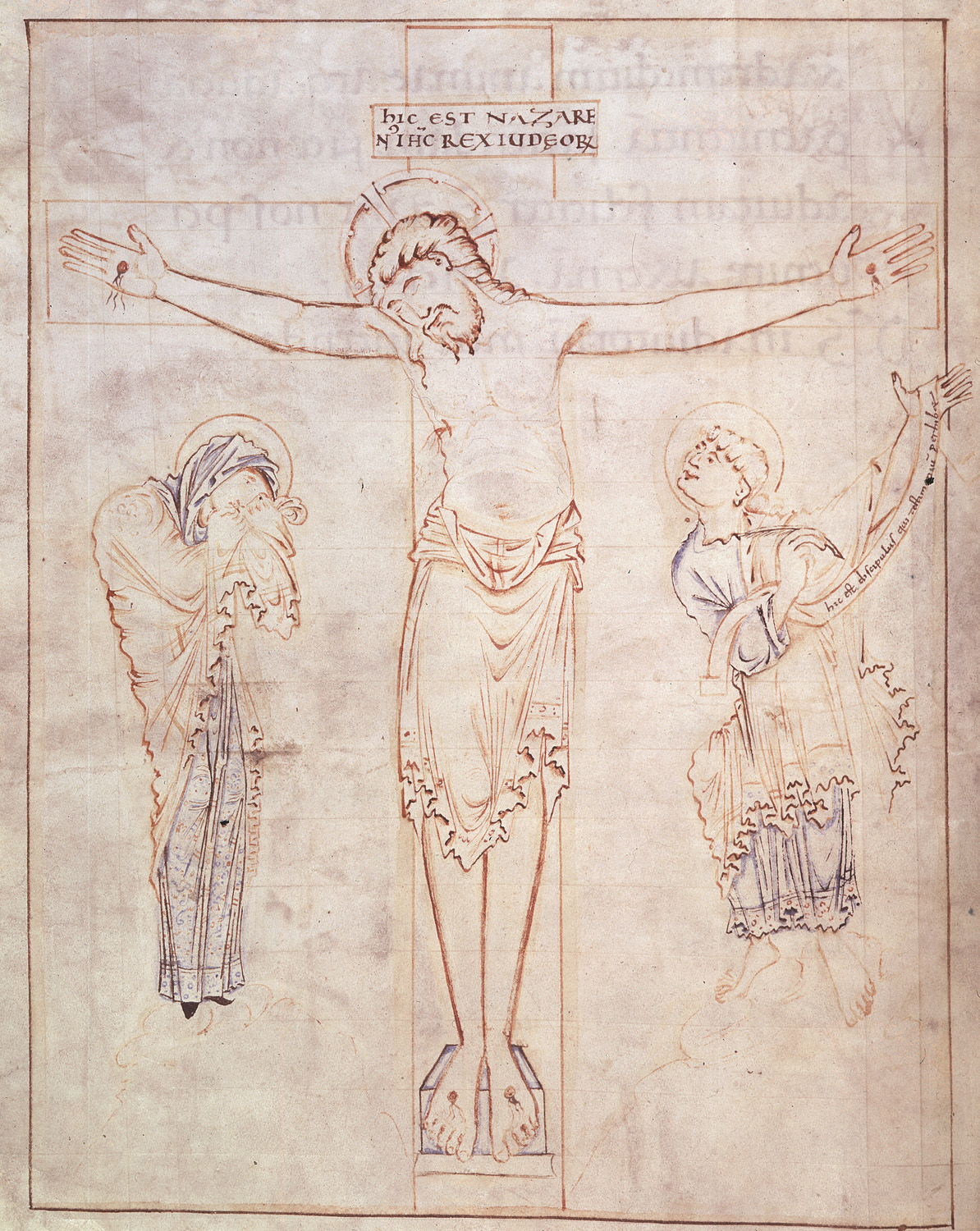
Dibujo tintado de la Crucifixión, f.3v, la única página de este tipo

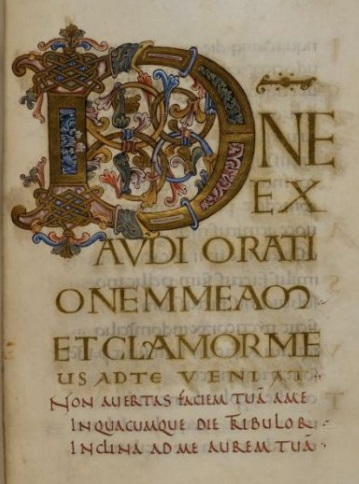
La otra inicial muy grande, comienzo del Salmo 101 (102)

El Salterio de Ramsey, también llamado Salterio de Oswald (British Library, Harley MS 2904), es un salterio manuscrito iluminado sajón del último cuarto del siglo X. Su escritura y decoración sugieren que se hizo en Winchester, pero ciertas características litúrgicas han sugerido que estaba destinado a ser utilizado en el monasterio benedictino de la abadía de Ramsey en Huntingdonshire (ahora Cambridgeshire), o para el uso personal del fundador de Ramsey, San Oswald.
La letanía incluye una triple invocación con letras doradas a San Benito de Nursia, y en el momento de redactar este escrito, probablemente antes de la muerte de Oswald en 992, Ramsey era el único monasterio inglés dedicado a este santo. En un catálogo de la biblioteca de Ramsey del siglo XIV se mencionaba un «Salterio de San Oswald». Este manuscrito no debe confundirse con otro Salterio de Ramsey de la Morgan Library & Museum, Nueva York (MS M. 302), realizado entre 1286 y 1316.
El texto es un salterio latino que utiliza la versión galicana. La «elegante letra inglesa carolina» de la escritura inspiró la influyente «letra fundacional» desarrollada por el calígrafo del siglo XX Edward Johnston. 
Las dos páginas iluminadas más famosas se encuentran al principio del manuscrito y se ilustran aquí y se comentan a continuación. Aparte de otra inicial iluminada muy grande al principio del Salmo 101, el resto de la iluminación consiste en iniciales decoradas más pequeñas con color al principio de cada salmo, e iniciales doradas para cada versículo. 

## Iluminación
Como era de esperar en un manuscrito con vínculos tan fuertes con Oswald, un líder de la Reforma benedictina inglesa, la decoración muestra el «estilo Winchester» asociado a la reforma, incluidas las influencias continentales. El famoso dibujo lineal tintado de la  Crucifixión es la versión inglesa del dibujo de contorno coloreado que se inspira en el estilo del Salterio de Utrecht, y las miniaturas pintadas utilizan extensas hojas de acanto, la versión de Winchester de la decoración derivada del arte carolingio y otoniano. Sin embargo, también se utiliza el entrelazado insular, restringido a los extremos del elemento vertical de la letra beata del Salmo 1 y la «D» del Salmo 101.
El artista de la miniatura de la Crucifixión también parece haber trabajado en la abadía de Fleury, donde se habían formado tanto Oswald como su tío, el arzobispo Oda de Canterbury, así como en la Abadía de San Bertin, Saint-Omer, ambas en Francia. En Saint-Bertin trabajó en los Evangelios de Boulogne (biblioteca municipal, MS 11) y en Fleury en el Harley Aratea (BL, Harley MS 2506).
La figura de Cristo es muy similar a la de una cruz relicario anglosajona del Victoria and Albert Museum, que se colocó en un pequeño relicario en Alemania alrededor del año 1000. La inicial Beatus parece ser la primera en utilizar la «máscara de león» en el puente, que sería ampliamente copiado en Inglaterra y en el extranjero.

## Lectura adicional
- Holcomb, M. (2009). Pen and Parchment : Drawing in the Middle Ages. New York: The Metropolitan Museum of Art. (see index)